# Новаково (Великопольське воєводство)
Новаково (пол. Nowakowo) — село в Польщі, у гміні Оборники Оборницького повіту Великопольського воєводства.
У 1975-1998 роках село належало до Познанського воєводства.